# لوبس (زاکسونی)-آنهالت
لوبس (زاکسونی)-آنهالت (به آلمانی: Lübs) یک منطقهٔ مسکونی در آلمان است که در گمرن واقع شده‌است. لوبس  ۴۰۴ نفر جمعیت دارد.